# Khu bảo tồn thiên nhiên Azas
Khu bảo tồn thiên nhiên Azas (tiếng Nga: Азас заповедник) là một khu bảo tồn thiên nhiên nghiêm ngặt tại nằm tại trung tâm của lưu vực Todzha, trải dài dọc theo sông Azas, thuộc huyện Todzhinsky của Tuva, cách 500 km về phía tây hồ Baikal.

## Địa hình
Khu bảo tồn này có hệ thống sông hồ dày đặc tại các dãy núi thượng nguồn của sông Yenisei. Sông chính của khu vực là Azas đổ vào hồ Todzha trước khi chảy theo sông Toora-Khem. Địa chất hình thành từ Liên đại Nguyên sinh và Đại Cổ sinh (hơn 250 triệu năm) gồm đá sa thạch, đá vôi và thể xâm nhập khác. Hầu hết diện tích khu bảo tồn này được bao phủ bởi băng tích kỷ Đệ Tứ gần đây.
Nằm trong lưu vực Todzha do sông băng tạo ra, khu bảo tồn nằm có độ cao trung bình từ 850-2000 mét nhưng được bao quanh ba phía bởi những ngọn núi cao hơn  thế (hơn 2.600 mét). Ở phía tây của nó là dãy núi Sayan còn về phía bắc và phía đông là dãy núi Đông Sayan. Trong khu vực đồi núi của khu bảo tồn là hơn 30 hồ nước lớn và hơn 100 hồ nhỏ cùng với nhiều đầm lầy rêu.

## Khí hậu và hệ sinh thái
Khu bảo tồn nằm trong vùng sinh thái đồng cỏ núi cao và lãnh nguyên Sayan. Dưới 2400 mét, vùng sinh thái này được đặc trưng bởi các thung lũng được chạm khắc bởi băng với cảnh quan đồng cỏ núi cao và đài cây lá kim núi cao.
Azas mang khí hậu cận Bắc Cực đặc trưng bởi mùa đông dài và rất lạnh còn mùa hè mát mẻ. Nhiệt độ trung bình hàng ngày trong tháng 1 xuống tới -28,7 °C, trong khi nhiệt độ trung bình cao trong tháng 7 là 14,6 °C. Trung bình trong năm chỉ có 52 ngày không có sương giá và lượng mưa trung bình hàng năm là 343 mm, 60% lượng mưa tập trung vào mùa hè.

## Động thực vật
Diện tích rừng của khu bảo tồn là 68%, lãnh nguyên và đồng cỏ núi cao chiếm 16%, phần còn lại là đầm lầy, đồng cỏ, trảng cỏ và sông hồ. Các khu rừng thể hiện sự phân vùng độ cao; khi ở độ cao dưới 1.100 mét là sự có mặt của thông rụng lá-cáng lò, từ 1.100 đến 1.700 mét là thông rụng lá-thông-rêu còn trên 1.700 mét thông núi cao-tuyết tùng. Hệ động vật tại đây chưa được nghiên cứu đầy đủ nhưng nó biểu hiện đầy đủ của một khu vực tự nhiên Altai-Sayan và thảo nguyên Trung Á.